# Vlagyimir Szergejevics Szolovjov
Vlagyimir Szergejevics Szolovjov (oroszul: Влади́мир Серге́евич Соловьёв, Moszkva, 1853. január 28., jul: január 16. – Uzkoje, 1900. augusztus 13., jul: július 31.) orosz filozófus, teológus, költő, röpiratíró és irodalomkritikus. Jelentős szerepet játszott a 19. század végi orosz filozófia és költészet fejlődésében és a 20. század eleji szellemi újjászületésben.

## Művei
- Cstyenyija o bogocselovecsesztve; Moszkva, 1881
- Dogmatyicseszkoje razvityije cerkvi v szvjazi sz voproszom o szojegyinyenyii cerkvej; Moszkva, 1886
- Ein unveröffentlichter Brief Wladimir Solowjews, herausgegeben und übersetzt von Bernhard Schultze; in: Orientalia Christiana Periodica, Jg. 1 (1935), S. 93–99.
- Jevrejsztvo i hrisztyianszkij voprosz; Moszkva, 1884
- Igyeja szverhcseloveka; in: Mir Iszkussztva, 1899, Nr. 9, 87-91.
- Isztorija i buduscsnoszty tyeokratyii; Zagreb, 1887
- Krityika otvlecsonnih nacsal; Moszkva, 1880
- Krizisz zapadnoj filoszofii. Protyiv pozityivisztov; Moszkva, 1874
- La Russie et l'Église Universelle; Paris, 1889
- La Sophia et les autres écrits français; Vorwort u. hg. v. F. Rouleau, 2 Bde., Lausanne 1978, 1981
- L'Idée russe; Paris, 1888
- Ljubov k narodu i russzkij narodnij igyeal. (Otkritoje piszmo k I. Sz. Akszakovu); Moszkva, 1884
- Magomet, jego zsizny i religioznoje ucsenyije. Ocserk; Szentpétervár, 1896
- Nacionalnij voprosz v Rosszii; Moszkva, 1884
- O narodnosztyi i narodnih gyelah Rosszii; Szentpétervár, 1884
- O pricsinah upadka szrednyevekovogo miroszozercanyija; Moszkva, 1892
- Opravdanyije dobra. Nravsztvennaja filoszofija; Szentpétervár, 1897
- Pervonacsalnije szugybi tyeokratyii; Moszkva, 1885
- Piszma; hg. v. E. L. Radlow, 4 Bde., Szentpétervár, 1908, 1909, 1911, 1923
- Polnoje szobranyije szocsinyenyij i piszem; hg. v. N. W. Kotrelew u. A. P. Kozyrew, Red. v. A. A. Nosow, 20 Bde., Moszkva, 2000
- Ponyatyije o Boge; in: Voproszi filoszofii i pszihologii, 1897, Nr. 38, 383-414.
- Pravo i nravsztvennoszty. Ocserki iz prikladnoj etyiki; Szentpétervár, 1897 (Digitalisat online)
- Religiozno-nravsztvennoje szosztojanyije russzkago obscsesztva pred reformoj Petra Velikago; Szentpétervár, 1878
- Religioznije osznovi zsiznyi; Moszkva, 1882
- Szobranyije szocsinyenyij; Bde., Szentpétervár, 1901–1907
- Szobranyije szocsinyenyij; Bd. 1: Szentpétervár, 1911; Bde. 2-10: Szentpétervár, 1914
- Szobranyije szocsinyenyij; 12 Bde., Brüsszel, 1966
- Piszma i prilozsenyije; Brüsszel, 1970
- Szpor o szpravedlivosztyi; Einführung u. hg. v. W. Schkoda, Moszkva und Harkov, 1999
- Sztyihotvorenyija; Moszkva, 1891
- Szugyba Puskina; Moszkva, 1898
- Tyeoretyicseszkaja filoszofija; in: Voproszi filoszofii i pszihologii; 1897, Nr. 40, 867-915; 1898, Nr. 43, 385-405; 1899, Nr. 50, 881-903.
- Tri razgovora o vojnye, progressze i konce vszemirnoj isztorii, szo vkljucsenyijem Kratkoj povesztyi ob antyihrisztye i sz prilozsenyijami; Szentpétervár, 1900
- Tri recsi v pamjaty Dosztojevszkogo (1881–1883); Moszkva, 1884
- Tri szili; Moszkva, 1877
- Velikij szpor is hrisztyianszkaja polityika; Moszkva, 1883
- Voszkreszenyja piszma; Szentpétervár, 1900
- Szocsinyonnij szmiszl hrisztyiansztva; Moszkva, 1883

## Magyarul
- Előadások az Istenemberségről / Három emlékbeszéd Dosztojevszkijről / Az Antikrisztus története; in: Az orosz vallásbölcselet virágkora. Tolsztojtól Bergyajevig, 1-2.; vál., bev. Török Endre, ford. Baán István; Vigilia, Budapest, 1988 (Vigilia)
- Az Antikrisztus története. Három beszélgetés a háborúról, a haladásról és a világtörténelem végéről; ford. Kiss Ilona, utószó Török Endre, jegyz. Sisák Gábor; Századvég, Bp., 1993 (Századvég könyvtár. Orosz gondolkodók)
- Előadások az istenemberségről; ford., jegyz., utószó Farkas Zoltán; Attraktor, Máriabesnyő, 2014
- Platón életének drámája. Tanulmányok; ford., jegyz., utószó Farkas Zoltán; Attraktor, Máriabesnyő, 2015
- A középkori világszemlélet hanyatlásáról. Tanulmányok; ford., jegyz., utószó Farkas Zoltán; Attraktor, Máriabesnyő, 2018
- Az élet szellemi alapjai. Első rész; ford. Vincze Zsuzsanna; Agapeanum, Bp., 2021

## Szakirodalom
- Farkas Zoltán: Vlagyimir Szolovjov. Az első rendszeralkotó orosz bölcselő; Attraktor, Máriabesnyő, 2012 (Ad hominem)